# Madhukar
Madhukar, in sanscrito tradotto letteralmente significa "Amato, dolce come il miele" (Stoccarda, 4 novembre 1957), è un filosofo, religioso, Maestro di Advaita, fondatore dello Yoga del Silenzio e autore tedesco.

## Introduzione
Madhukar è un rappresentante moderno dell'Advaita Vedānta (A-dvaita: non – due = "non – dualità"). Dal 1997 insegna in tutto il mondo l'autoindagine (l'Atma Vichara), durante degli incontri pubblici, chiamati tradizionalmente Satsang (nome composto da Sat= verità e Sangha = comunità). Madhukar è considerato un Guru del Silenzio.

## Nomi
Madhukar rinunciò ufficialmente al suo nome civile ed usa adesso il suo nome spirituale, che ricevette dal suo Maestro H.W.L. Poonja. Nel Satsang è possibile chiedere un nome al Maestro.

## Vita
Madhukar nacque e crebbe a Stoccarda in Germania. Dopo essersi laureato in economia e commercio e pure in filosofia, lavorò come giornalista per varie reti televisive.
All'inizio degli anni ottanta, Madhukar intraprese diversi viaggi in Asia, dove ebbe l'esperienza di un risveglio spontaneo della Kundalini. Di seguito diventò allievo di Namkhai Norbu, un Maestro Dzogchen del buddismo tantrico, e si stabilì come maestro di yoga e di meditazione.
Nell'anno 1992, durante un soggiorno in India, incontrò il suo Guru H.W.L. Poonja, un devoto del famoso saggio Ramana Maharshi. H.W.L. Poonja, chiamato anche Papaji oppure "il Leone di Lucknow", è tuttora uno dei più conosciuti Maestri dell'Advaita. Molte persone da tutte le parti del mondo vennero da lui quando era ancora in vita. Advaita Vedānta è l'orientazione mistica dell'induismo. L'induismo stesso è una filosofia monistica (monismo = tutto è uno).  Le sue origini si trovano soprattutto da Shankara (788 – 820 d.C.).

## Attività attuale
Dal 1997 Madhukar diffonde l'Advaita in incontri e ritiri organizzati in tutto il mondo, vale a dire nel Satsang. Da una parte in questi incontri regna il silenzio, dall'altra c'è una parte molto pratica in quanto i partecipanti hanno la possibilità di chiarire le loro domande nel dialogo con Madhukar. Al centro c'è l'autoindagine, Atma Vichara, con la domanda "Chi sono io?". La realizzazione del Sé nell'Advaita comporta la pace interna e la felicità permanente.
Madhukar accentua la connessione tra spiritualità e conoscenze delle scienze moderne.
Secondo Madhukar l'essere umano vive presupponendo erratamente un "Io" reale. L'uomo crede di scegliere liberamente le proprie azioni e di esistere in un mondo oggettivo. Questa percezione però sarebbe limitata. In verità ogni essere vivente sarebbe consapevolezza pura, nella quale il mondo si specchia in modo soggettivo. Con la domanda "Chi sono io?" la realtà percepita, limitata verrebbe messa in questione e perciò sarebbe possibile fare l'esperienza della consapevolezza pura (il Sé). L'identificazione oltre ogni dubbio con il Sé sarebbe libertà assoluta, pace interna, amore completo e beatitudine.
Per quanto riguarda i contenuti, soprattutto nel discorso riguardante la libera volontà, si trovano dei concetti simili. Come Madhukar anche gli scienziati di neurologia ritengono che l'"Io" e la "libera volontà" siano un'illusione.

## Opere
- Yoga der Liebe (Yoga dell'amore), Ganapati Verlag, 1ª ed., ISBN 978-3-9813398-0-2
- La via più semplice, Om Edizioni, Bologna, ISBN 978-88-95687-22-3
- Einssein (Essere tutt'uno), Lüchow Verlag, 1ª ed., Stoccarda 2007, ISBN 978-3-363-03120-1

- Erwachen in Freiheit (Risveglio in Libertà) Lüchow Verlag, 2ª ed., Stoccarda, 2004 ISBN 3-363-03054-1

- The Simplest Way (Il via più facile) Editions India, 2ª ed., USA - India, 2006, ISBN 81-89658-04-2
- Самый простой способ, издательство Ганга, Москва 2008, 1-е издание, ISBN 978-5-98882-063-5.
- Единство, Издательство: Ганга, 2009 г, ISBN 978-5-98882-098-7
- Dialoger med Madhukar, GML Print on Demand AB, 2009, ISBN 978-91-86215-28-6

- Freedom here and now (Libertà qui e adesso), CD di musica

## Collegamenti internet
- Sito ufficiale

- "Fiore del Nirvana" DVD
- Madhukar da MySpace.com

- (DE)  Intervista con Madhukar, "Tue nichts und sei glücklich" ("Non fare niente e sii felice") pubblicata nella rivista Yoga-Aktuell aprile 2006

- (DE)  Intervista con Madhukar, pubblicata nella rivista Esotera, estate 2005

- (IT)  Intervista con Madhukar, "Non fare nulla e sii felice" pubblicata nella rivista Yoga+ BENESSERE RELAX FITNESS febbraio/marzo 2008

- (IT)  Intervista con Madhukar, "Essere tutt'uno - vivere con Advaita" pubblicata nel www.innernet.it in agosto 2008  Archiviato il 24 settembre 2008 in Internet Archive.

- (DE)  Es ist immer Jetzt, in: Vital 12/2009